# Grönländische Fußballmeisterschaft 1988
Die Grönländische Fußballmeisterschaft 1988 war die 26. Spielzeit der Grönländischen Fußballmeisterschaft.
Meister wurde zum fünften Mal und zum zweiten Mal in Folge K-33 Qaqortoq.

## Teilnehmer
Folgende Mannschaften nahmen an der Schlussrunde teil:
- FC Malamuk Uummannaq
- I-69 Ilulissat
- N-48 Ilulissat
- T-41 Aasiaat
- S-68 Sisimiut
- NÛK
- Nagtoralik Paamiut
- K-33 Qaqortoq

## Modus
Erneut nahmen acht Mannschaften in zwei Vierergruppen teil. Die beiden besten Mannschaften qualifizierten sich für das Halbfinale.

## Ergebnisse
Alle Spiele fanden in Aasiaat statt.

### Vorrunde
Gruppe 1
| Pl. | Verein             | Sp. | S | U | N | Tore    | Punkte |
| --- | ------------------ | --- | - | - | - | ------- | ------ |
| 1.  | N-48 Ilulissat     | 3   | 3 | 0 | 0 | 009:100 | 06     |
| 2.  | NÛK                | 3   | 1 | 2 | 0 | 014:500 | 04     |
| 3.  | Nagtoralik Paamiut | 3   | 0 | 1 | 2 | 004:700 | 01     |
| 4.  | S-68 Sisimiut      | 3   | 0 | 1 | 2 | 001:150 | 01     |

| Datum     |                    | Ergebnis  |                    |
| --------- | ------------------ | --------- | ------------------ |
| Sep. 1988 | NÛK                | 4:3 (2:1) | Nagtoralik Paamiut |
| Sep. 1988 | N-48 Ilulissat     | 5:0 (0:0) | S-68 Sisimiut      |
| Sep. 1988 | Nagtoralik Paamiut | 1:1 (0:0) | S-68 Sisimiut      |
| Sep. 1988 | NÛK                | 1:2 (0:1) | N-48 Ilulissat     |
| Sep. 1988 | N-48 Ilulissat     | 2:0 (1:0) | Nagtoralik Paamiut |
| Sep. 1988 | NÛK                | 9:0 (6:0) | S-68 Sisimiut      |

Gruppe 2
| Pl. | Verein               | Sp. | S | U | N | Tore    | Punkte |
| --- | -------------------- | --- | - | - | - | ------- | ------ |
| 1.  | K-33 Qaqortoq        | 3   | 3 | 0 | 0 | 014:800 | 06     |
| 2.  | I-69 Ilulissat       | 3   | 2 | 0 | 1 | 007:500 | 04     |
| 3.  | FC Malamuk Uummannaq | 3   | 1 | 0 | 2 | 009:110 | 02     |
| 4.  | T-41 Aasiaat         | 3   | 0 | 0 | 3 | 008:140 | 0      |

| Datum     |                      | Ergebnis  |                      |
| --------- | -------------------- | --------- | -------------------- |
| Sep. 1988 | FC Malamuk Uummannaq | 5:4 (3:3) | T-41 Aasiaat         |
| Sep. 1988 | K-33 Qaqortoq        | 3:2 (1:1) | I-69 Ilulissat       |
| Sep. 1988 | K-33 Qaqortoq        | 5:3 (1:0) | FC Malamuk Uummannaq |
| Sep. 1988 | T-41 Aasiaat         | 1:3 (0:1) | I-69 Ilulissat       |
| Sep. 1988 | FC Malamuk Uummannaq | 1:2 (0:0) | I-69 Ilulissat       |
| Sep. 1988 | T-41 Aasiaat         | 3:6 (2:2) | K-33 Qaqortoq        |

### Platzierungsspiele
Halbfinale
| Datum          |                | Ergebnis |                |
| -------------- | -------------- | -------- | -------------- |
| September 1988 | N-48 Ilulissat | 3:2      | I-69 Ilulissat |
| September 1988 | K-33 Qaqortoq  | 4:2      | NÛK            |

Spiel um Platz 3
| Datum          |                | Ergebnis  |     |
| -------------- | -------------- | --------- | --- |
| September 1988 | I-69 Ilulissat | 4:1 (2:1) | NÛK |

Finale
| Datum          |               | Ergebnis  |                |
| -------------- | ------------- | --------- | -------------- |
| September 1988 | K-33 Qaqortoq | 2:1 (1:0) | N-48 Ilulissat |